# Sonno
(Miguel de Cervantes)

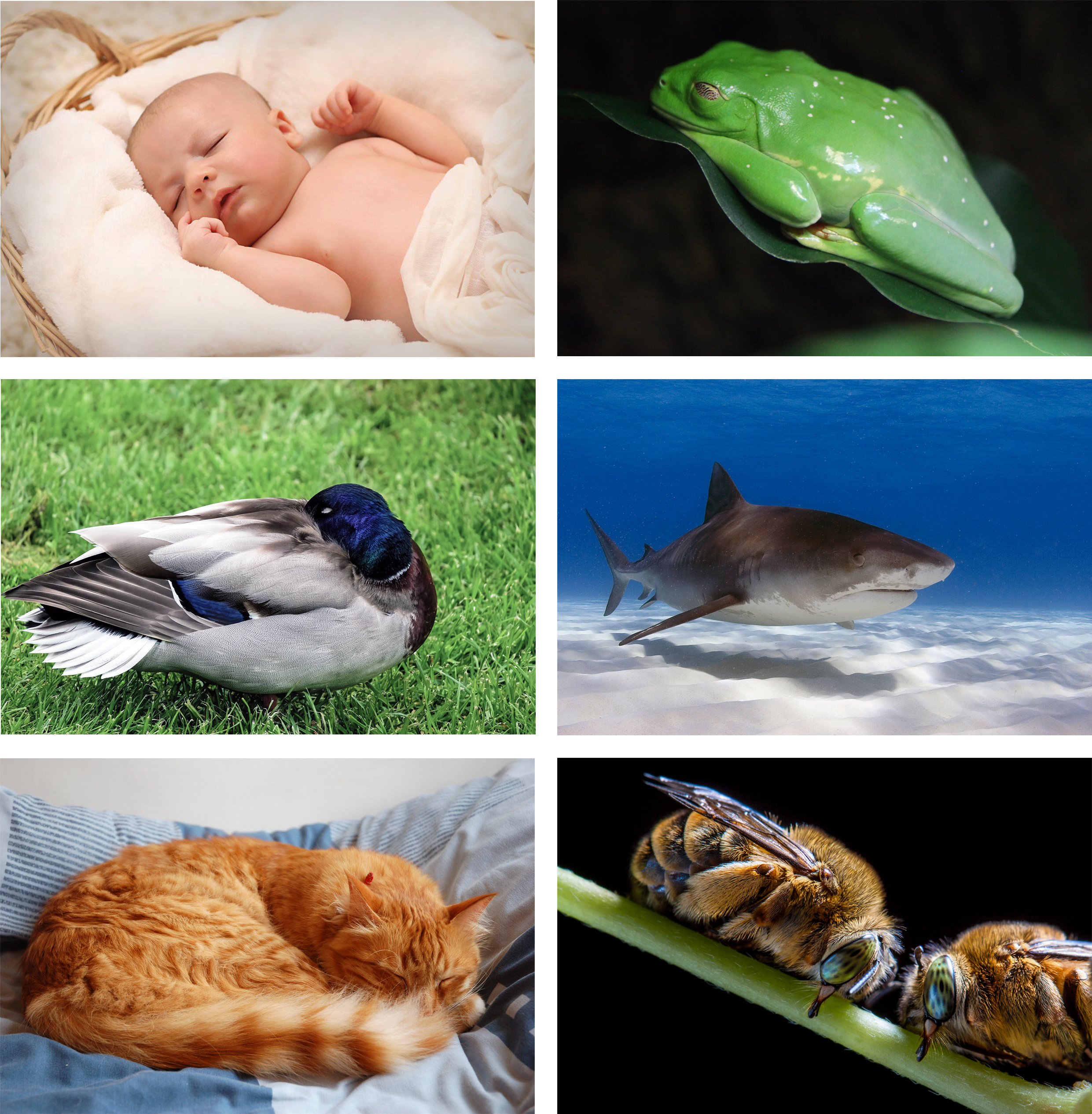
Il sonno in diverse specie viventi

Il sonno (dal latino somnus) è uno stato di coscienza contrapposto alla veglia, caratterizzato da una riduzione dell'attività fisica e mentale e daĺl'inibizione dell'esperienza sensoriale.
Varie definizioni indicano il sonno come "una periodica sospensione dello stato di coscienza", durante la quale l'organismo recupera energia; stato di riposo fisico e psichico, caratterizzato dal distaccamento temporaneo della coscienza e della volontà, dal rallentamento delle funzioni neurovegetative e dall'interruzione parziale dei rapporti sensomotori del soggetto con l'ambiente, indispensabile per il ristoro dell'organismo. Come la veglia, infatti, il sonno è un processo fisiologico attivo che coinvolge l'interazione di componenti multiple del sistema nervoso centrale e autonomo.

## Descrizione
Benché il sonno sia rappresentato da un apparente stato di quiete, durante questo stato avvengono complessi cambiamenti a livello cerebrale che non possono essere spiegati solo come un semplice stato di riposo fisico e psichico. Ad esempio, ci sono alcune cellule cerebrali che in alcune fasi del sonno hanno un'attività 5-10 volte maggiore rispetto a quella che hanno in veglia.
Due caratteristiche fondamentali distinguono il sonno dallo stato di veglia: la prima è che nel sonno si crea una barriera temporanea percettiva fra mondo cosciente e mondo esterno, la seconda è che uno stimolo sensoriale di un certo livello (ad esempio un rumore forte) può superare questa barriera e far svegliare, ossia far passare in stato di veglia, chi dorme.
Un adeguato sonno è biologicamente imperativo per la maturazione cerebrale infantile e per il sostenimento della vita. Dalla qualità e dalla durata del sonno dipende lo stato di salute psicofisico dell'individuo. I disturbi del sonno, come ad esempio l'insonnia sono presenti in molte patologie psichiatriche, nelle quali la privazione del sonno ha un notevole impatto sulla qualità della vita della persona.

## Definizione e differenza da altri stati di alterazione di coscienza

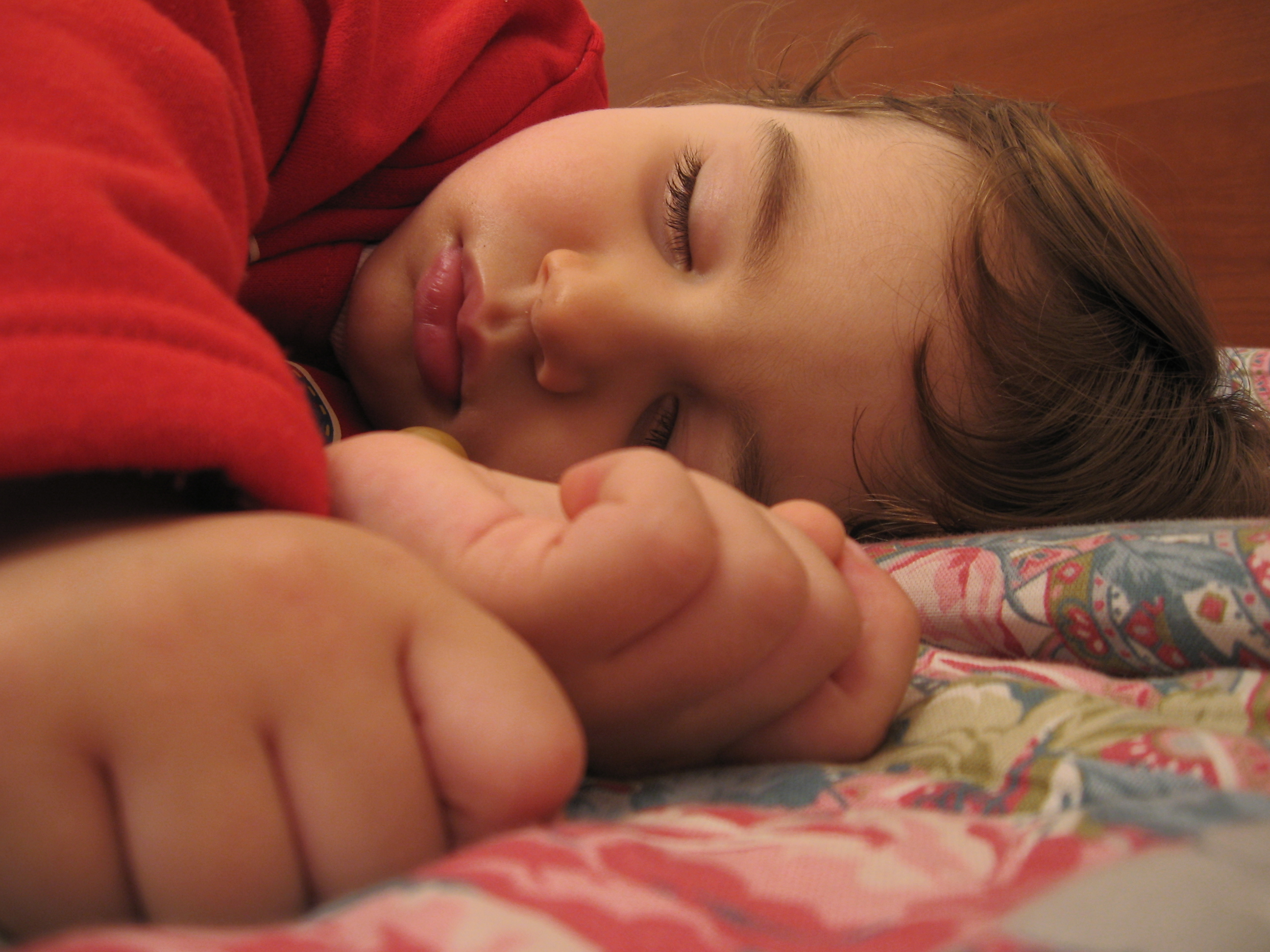
Bambino che dorme

È difficile dare una definizione precisa e univoca del sonno. Una delle più calzanti è quella data nel 1985 da Fagioli e Salzarulo, che lo presentano come «uno stato dell'organismo caratterizzato da una ridotta reattività agli stimoli ambientali che comporta una sospensione dell'attività relazionale (rapporti con l'ambiente) e modificazioni dello stato di coscienza: esso si instaura autonomamente e periodicamente, si autolimita nel tempo ed è reversibile».
Un'altra definizione comunemente accettata lo definisce «un distaccamento temporaneo e reversibile della mente dal corpo, indispensabile per il corretto funzionamento di entrambe».
Ancora un'altra definizione lo indica come: «Stato prontamente reversibile di ridotta attività e interazione con l'ambiente circostante». La dizione «prontamente reversibile» non si può quindi associare al coma o all'anestesia che sono, rispettivamente, una patologia e uno stato di quiete indotto farmacologicamente.
Il sonno quindi si differenzia da altri stati di alterazione di coscienza:
- Col sonno l'abolizione dello stato di vigilanza è, come già detto, reversibile. Quindi il soggetto può risvegliarsi dopo uno stimolo anche non doloroso.
- Lo stupor, diversamente, è un'alterazione dello stato di coscienza dal quale ci si può risvegliare solo dopo somministrazione di uno stimolo doloroso.
- La sincope è una perdita di coscienza transitoria (PdCT), a insorgenza rapida, da ipo-perfusione cerebrale globale, di breve durata e a risoluzione spontanea
- Lo stato comatoso è un'alterazione dello stato di coscienza dal quale non ci si può risvegliare neanche dopo somministrazione di uno stimolo doloroso.
- Ben più grave è la morte cerebrale con la cessazione irreversibile di tutte le attività encefaliche.

## Macrostruttura e microstruttura del sonno
Tradizionalmente, tre misure principali sono state usate per definire la fisiologia del sonno:
- l'elettroencefalogramma (convenzionalmente abbreviato come "EEG") che traduce l'attività cerebrale in onde elettriche;[5]
- l'elettrooculogramma (convenzionalmente abbreviato come "EOG") registra i movimenti oculari e li traduce in onde elettriche;
- l'elettromiogramma (convenzionalmente abbreviato come "EMG") che registra l'attività muscolare (solitamente in polisonnografia quella del muscolo miloioideo). Per un esame approfondito del sonno si usa la polisonnografia, con la quale si registra, durante un'intera notte, una serie di parametri fisiologici, come il movimento della cassa toracica e dell'addome, il flusso d'aria che transita nella cavita oronasale, la saturazione dell'ossigeno nel sangue e la frequenza cardiaca.

Nel 1953 Eugene Aserinsky e Nathaniel Kleitman scoprirono la presenza dei movimenti oculari rapidi (REM) durante il sonno. Questa semplice osservazione permise di differenziare il sonno in una fase REM (con movimenti oculari rapidi) e in una fase non REM (fase NREM). Nel 1963 Kleitman e Dement descrissero per la prima volta l'alternanza, durante il periodo di sonno, del sonno REM e NREM in cicli, introducendo il concetto di architettura del sonno.
Alla fine degli anni sessanta, dopo la scoperta del sonno REM e NREM e del concetto di ciclicità di queste due fasi all'interno del sonno è nata la necessità di classificare in maniera standard le variazioni elettroencefalografiche che si verificavano durante il sonno in maniera macroscopica. Nel 1968 Rechtschaffen e Kales basandosi sull'analisi dei parametri elettroencefalografici, elettromiografici ed elettrooculografici classificarono il sonno in 5 stadi: 4 stadi NREM (stadio 1; stadio 2; stadio 3; stadio 4) e uno stadio REM.

### Le fasi del sonno

Ipnogramma rappresentativo delle differenti fasi del sonno. Il sonno REM (in rosso) è più frequente prima del risveglio.

Il sonno presenta un'alternanza regolare di fasi non-REM e REM costituita da cicli di durata simile tra loro. Dopo essersi addormentato il soggetto passa progressivamente dallo stadio 1 del sonno non-REM allo stadio 2, dopodiché passa allo stadio 3 o allo stadio 4 sonno ad onde lente e quindi, tra i 70 e i 90 minuti dopo l'addormentamento, si verifica la prima fase di sonno REM che dura circa 15 minuti. Alla fine della prima fase di sonno REM si conclude il primo ciclo che dura all'incirca dagli 80 ai 100 minuti.
Dopo il primo ciclo, se ne susseguono altri di durata piuttosto costante ma dove il sonno REM tende ad aumentare in durata a scapito del sonno non-REM, in particolare degli stadi 3 e 4 (sonno non-REM profondo) che si fanno più brevi. Durante la notte, alla fine, il sonno REM costituisce circa il 25% della durata totale del sonno. È possibile che tra i vari cicli vi siano momenti di veglia. Il periodo di sonno viene rappresentato graficamente mediante gli ipnogrammi che illustrano il succedersi delle fasi di veglia e sonno in rapporto al tempo.
Oggi al posto della suddivisione in quattro stadi è molto più comune la nomenclatura in tre fasi (N1, N2 e N3) adottata dall'American Academy of Sleep Medicine nel 2007 sulla base dell'aspetto e delle frequenze delle oscillazioni dell'EEG, nella quale la fase N3 riunisce gli stadi 3 e 4 ambedue caratterizzati dalle stesse grandi onde lente, anche se in percentuale diversa.

#### Veglia
Durante la veglia l'EEG alterna fondamentalmente tra due pattern. Un pattern chiamato di "attivazione" (o pattern desincronizzato) caratterizzato da onde di basso voltaggio (10-30 microvolt) e alta frequenza (16–25 Hz) e un secondo chiamato "attività alfa" caratterizzato da onde sinusoidali di 8–12 Hz. L'attività alfa è tipicamente presente e abbondante quando il soggetto è rilassato a occhi chiusi. Il pattern di attivazione è presente quando il paziente è in stato di attenzione a occhi aperti. 
I movimenti oculari sono sia rapidi sia lenti e il tono muscolare è medio-alto.

#### Stadio 1
Durante lo stadio 1 l'attività alfa diminuisce, il pattern di attivazione è scarso e L'EEG è costituito principalmente da onde di bassa tensione di frequenza mista tra 3–7 Hz. I movimenti degli occhi sono ancora presenti ma lenti, rotanti e oscillatori (non in opposizione di fase come nella fase REM). L'elettromiogramma mostra un'attività tonica persistente benché di intensità inferiore rispetto alla veglia.

#### Stadio 2
Nello stadio 2 è presente un'attività di fondo di tensione relativamente bassa, con frequenza variabile ma vicina alle onde theta (3–7 Hz). Lo stadio 2 è caratterizzato dalla presenza di due componenti, i cosiddetti complessi K e i fusi del sonno (o spindles). Questi ultimi, di provenienza talamica, mancano nell'insonnia familiare letale, malattia mortale per la privazione del sonno. I movimenti degli occhi sono lenti, mentre l'EMG si riduce ulteriormente.

#### Stadio 3
Nello stadio 3 il 20% - 50% di ogni epoca (convenzionalmente un periodo di registrazione EEG di 30 s) deve contenere attività Delta ovvero onde EEG di grande ampiezza (> 75 microvolt) e bassa frequenza (circa 0,5 – 4 Hz). Il tono muscolare in questo stadio è lievemente ridotto e i movimenti degli occhi praticamente assenti. I fusi del sonno possono presentarsi oppure no, mentre sono presenti i complessi K, sebbene spesso siano difficilmente distinguibili dalle onde delta.

#### Stadio 4
Lo stadio 4, o sonno non-REM profondo, è caratterizzato dalla presenza di onde delta, che qui raggiungono la massima ampiezza e la minima frequenza, per più del 50% di ogni epoca. Come per lo stadio 3, i fusi possono essere assenti o presenti mentre i complessi K sono presenti, ma pressoché irriconoscibili dal ritmo delta di fondo. I movimenti degli occhi non sono presenti mentre persiste uno stato di attivazione muscolare tonica molto basso. In questa fase l'attività metabolica del cervello è ridotta (minor consumo di ossigeno e glucosio). Se il soggetto si sveglia in questa fase può rimanere confuso per qualche secondo.

#### Stadio REM
Lo stadio REM è caratterizzato da un EEG a bassa tensione con frequenze miste. L'EEG del sonno REM ricorda molto quello dello stadio 1 se non per le caratteristiche scariche di onde con la caratteristica morfologia a dente di sega. Compaiono le onde PGO (ponto-genicolo-occipitali), l'attività dell'ippocampo si fa sincronizzata con la comparsa di onde theta. Lo stadio prende il nome dai movimenti oculari rapidi e per il basso tono dei muscoli mentonieri. Inoltre questa fase è quella in cui si verificano prevalentemente i sogni. Il cervello consuma ossigeno e glucosio come se il soggetto fosse sveglio e stesse svolgendo un'attività intellettuale. Se ci si sveglia in questa fase si è perfettamente orientati. Questo stadio è caratterizzato anche da un controllo più impreciso delle funzioni vegetative dell'organismo, infatti la pressione arteriosa aumenta e subisce sbalzi, la frequenza cardiaca aumenta e possono comparire extrasistoli, aumenta la frequenza respiratoria che si fa più irregolare, inoltre può essere in parte compromessa la termoregolazione. Salvo disfunzioni fisiologiche, si può verificare anche l'erezione del pene nell'uomo. Il sonno REM tende a ridursi con l'avanzare dell'età e raggiunge un picco all'età di 1 anno per poi diminuire in favore del sonno non-REM.

#### Periodo d'inerzia
Il periodo d'inerzia è quel breve primo periodo del risveglio, soprattutto se forzato, nel quale la neurofisiologia del cervello è ancora più simile a quella del sonno.

### Microstruttura del sonno
Alterazioni dell'ultrastruttura sinaptica durante il ciclo sonno-veglia
Un recente studio ha evidenziato come il ciclo sonno - veglia generi delle vere e proprie alterazioni strutturali al livello sinaptico. Immagini in microscopia elettronica e ricostruzioni tridimensionali hanno mostrato come alla fine della veglia ci sia un aumento del volume delle spine dentritiche (HV: Spine Head volume) e della interfaccia spina-assone (ASI: axon-spine interface), mentre alla fine del sonno ci sia una riduzione di questi due parametri.
Un dato importante è che la diminuzione di HV ed ASI avviene per lo più in sinapsi di dimensione piccole o intermedie, che costituivano circa l'80% delle sinapsi del campione, mentre le sinapsi più grandi e che si trovano in branche ad alta densità dentritica hanno meno possibilità di ridursi durante il sonno. Gli autori affermano che queste ultime strutture potrebbero rappresentare dei marker strutturali di sinapsi associate a circuiti della memoria relativamente stabili, nonostante il profondo rimodellamento che avviene durante lo stato di veglia.
La riduzione non uniforme della dimensione delle sinapsi è coerente con il fatto che l'apprendimento durante la veglia potenzi selettivamente queste ultime, e con l'ipotesi che la normalizzazione selettiva durante il sonno favorisca l'integrazione e il consolidamento della memoria, assieme alla rimozione di informazioni poco usate o difficilmente integrabili con i circuiti neuronali presenti.

### Stato di attivazione di aree cerebrali durante il sonno
Durante il sonno sono attivi il tegmento pontino, la circonvoluzione paraippocampale, l'amigdala, l'ippocampo, la corteccia del cingolo anteriore, aree corticali temporo-occipitali, aree limbiche, alcuni nuclei del talamo e parte del prosecefalo basale. Sono invece deattivati la corteccia prefrontale dorsolaterale, la corteccia del cingolo posteriore e la corteccia parietale. Gli aspetti emozionali dei sogni sembrano avere origine nelle aree limbiche e paralimbiche, nell'amigdala e nella corteccia anteriore del cingolo mentre la deattivazione della corteccia prefrontale renderebbe conto della difficoltà nel ricordare i sogni nello stato di veglia.

### Controllo della veglia e del sonno
Il ciclico alternarsi di veglia e sonno è controllato da sistemi neuronali che si trovano in particolare nel tronco encefalico e nel diencefalo. Alcuni sistemi promuovono e mantengono la veglia mentre altri promuovono e mantengono il sonno.

#### Sistemi che controllano la veglia
- Un primo sistema che controlla e mantiene lo stato di veglia è rappresentato dai nuclei aminergici del tronco encefalico, in particolare dai neuroni noradrenergici del locus coeruleus e dai neuroni serotoninergici dei nuclei del rafe, si presume però che abbiano un ruolo anche i neuroni dopaminergici della sostanza nera. Questi neuroni proiettano diffusamente alla corteccia, al talamo, all'ipotalamo e all'ippocampo. Quando il soggetto è vigile, la frequenza di scarica dei neuroni di questi sistemi è massima, si riduce notevolmente durante il sonno non-REM e quasi del tutto durante il sonno REM, ciò fa pensare che siano sistemi coinvolti nel mantenimento della veglia. Questi neuroni possono anche andare incontro a fenomeni di autoinibizione che favoriscono il sonno. Condizioni che ne stimolano l'attività promuovono la veglia, se invece questi sistemi vengono inibiti viene promosso il sonno. Se però sembra vero che la stimolazione del sistema noradrenergico stimoli e mantenga la veglia, la serotonina, pur stimolando anch'essa la veglia, favorisce, nel tempo, la sintesi e il rilascio di sostanze che promuovono il sonno e inibisce i neuroni colinergici del prosencefalo basale, coinvolti nel mantenimento della veglia, svolgendo quindi un ruolo ambiguo.
- Un secondo sistema che promuove la veglia è costituito dai neuroni colinergici del prosencefalo basale. Questi neuroni proiettano alla corteccia, attivandola, all'ippocampo e all'amigdala, e, oltre che durante la veglia, sono attivi durante la fase REM, poco attivi in quella non-REM. Sono inibiti da terminazioni serotoninergiche provenienti dai nuclei del rafe.
- I nuclei colinergici del tronco encefalico comprendono il nucleo laterodorsale del tegmento pontino e il nucleo del tegmento peduncolopontino che sono costituiti da due popolazioni di neuroni. Una prima popolazione è caratterizzata da neuroni attivi durante il sonno REM, che scaricano a bassissima frequenza durante la veglia e il sonno non-REM e che proiettano ai nuclei aminergici del tronco encefalico. La seconda popolazione è costituita da neuroni la cui frequenza di scarica è massima durante la veglia e durante il sonno REM e che proiettano al talamo e all'ipotalamo, attivandoli.
- Il nucleo tuberomammillare contiene i neuroni istaminergici ipotalamici che proiettano diffusamente a quasi tutto il sistema nervoso centrale promuovendo il mantenimento della veglia e sono massimamente attivi in questa fase. L'inibizione di questi neuroni con antistaminici induce sonnolenza.
- L'ipotalamo postero-laterale comprende un piccolo gruppo di neuroni orexinergici che mantengono la veglia e sono coinvolti anche nella regolazione dell'assunzione di cibo. Proiettano diffusamente alle strutture coinvolte nella regolazione del ciclo sonno-veglia nel sistema nervoso centrale.

#### Sistemi che controllano il sonno
- Il nucleo preottico ventrolaterale dell'ipotalamo anteriore, altre aree ipotalamiche e del prosencefalo basale contengono neuroni GABAergici e neuroni rilascianti galanina che proiettano alle strutture coinvolte nel mantenimento della veglia e le inibiscono, favorendo il sonno, fase nella quale presentano la massima frequenza di scarica.
- Il rilascio di adenosina da parte del metabolismo cerebrale si accompagna ai periodi di veglia. Questa sostanza, interagendo con i suoi recettori, inibisce i circuiti che promuovono la veglia e attiva quelli che promuovono il sonno, principalmente disinibendo i neuroni GABAergici del nucleo preottico ventrolaterale dell'ipotalamo anteriore. La caffeina e stimolanti correlati invece contrastano l'effetto dell'adenosina perché le impediscono il legame ai suoi recettori.
- La melatonina, prodotta dalla ghiandola pineale nel cervello, è un'altra molecola chiave nel controllo del sonno. La sua produzione è influenzata dalla luce ambientale, aumentando quando la luce diminuisce durante la sera. La melatonina gioca un ruolo nella regolazione dei ritmi circadiani e nell'induzione della sensazione di sonnolenza. Inoltre, la melatonina è spesso utilizzata come supplemento per trattare i disturbi del sonno, come l'insonnia, poiché può aiutare a regolare il ciclo sonno-veglia.[7]
- Le citochine possono promuovere il sonno in condizioni fisiologiche o patologiche.

## Teorie sulla genesi evolutiva del sonno

### Teoria della pulizia
Il sistema linfatico è addetto anche alla "pulizia" ed è presente in tutto il corpo, ma non nel cervello. Da recenti studi di alcuni Istituti di Ricerca, tra i quali l'Università di Rochester, USA e l'Università di Copenaghen (al momento sui topi), è emerso che mentre si dorme il cervello ha un sofisticato sistema di autopulizia, che sfrutta l'espansione in volume di una rete di canali tra i neuroni che permette al liquido cerebrospinale di scorrervi in misura maggiore.
Questo processo permette di smaltire prodotti di scarto come le proteine beta-amiloidi e avviene con maggiore efficienza durante il sonno, con una diminuzione delle dimensioni delle cellule fino al 60 per cento, che lascia più spazio ai canali. Questo risultato suggerisce che l'effetto ristoratore del sonno sia legato almeno in parte a questo meccanismo di smaltimento dei prodotti di scarto del metabolismo, con potenziali implicazioni per il mantenimento della funzionalità cerebrale. Così infatti, spiega Maiken Nedergaard, neurochirurgo dell'Università di Rochester: «Il sonno mette il cervello in un altro stato dove si ha la pulizia di tutti i sottoprodotti delle attività del giorno». Ecco la ragione del torpore, della stanchezza e di “annebbiamento” che si hanno per la deprivazione di sonno.
Si è individuato quale sia la “rete” del drenaggio dell'area cerebrale, chiamata sistema glinfatico, in cui circola liquido cerebrospinale che attraversa il tessuto cerebrale lavandolo dei rifiuti provenienti dal flusso sanguigno, che poi saranno dallo stesso trasportati al fegato per la disintossicazione. Ciò spiega anche la differenza della durata del sonno tra singoli individui e singole specie animali, per cui un elefante dorme in media tre ore al giorno, un uomo circa otto e un gatto almeno dodici, o anche più: in sostanza la durata del sonno è inversamente proporzionale alla grandezza del cervello, per cui un cervello più grande impiegherà meno tempo a pulirsi rispetto a uno più piccolo, essendo le cellule già “grandi” e predisposte all'attività di drenaggio del liquido cerebrospinale. Secondo una ricerca condotta, durante il sonno avviene la rimozione della proteina betamiloide, una neurotossina che viene prodotta durante il giorno, che quando è presente in elevate quantità è responsabile della malattia di Alzheimer.
La dottoressa Nedergaard spiega perché ciò avviene nel sonno: «Il cervello ha solo un'energia limitata a sua disposizione e pare che debba scegliere tra due diversi stati funzionali, sveglio e consapevole o addormentato a far le faccende. Il lavoro di pulizia richiede un grosso sforzo al nostro cervello, che non può quindi essere sostenuto contemporaneamente a tutti gli altri compiti svolti durante il periodo di veglia». Questa è attualmente la teoria più accreditata.

### Teoria del recupero
Secondo questa teoria, il sonno avrebbe la funzione di ristorare l'organismo: in particolare il sonno avrebbe una funzione di recupero sull'organismo durante le fasi NREM e di recupero e fissazione della memoria (facilitando l'incorporazione di nuovi comportamenti appresi in veglia) durante le fasi REM. Solitamente, a partire dall'adolescenza, si consiglia di dormire almeno 8-9 ore. Se un individuo è sottoposto a più di queste ore di base sarà pervaso da uno stato di tranquillità e di stanchezza poiché il nostro organismo tende a conservare lo stato di massima rilassatezza.
Se si dovessero fare meno di 8-9 ore di sonno per eventi eccezionali, la cosa non avrebbe troppa rilevanza sull'organismo nell'immediato; possono però sorgere dei problemi dopo almeno quattro mesi di sonno sistematicamente disturbato.
Secondo uno studio statunitense pubblicato su Jama Network Open svolto su oltre 47.000 partecipanti, dormire meno di 7 ore e più di 9 ore aumenta il rischio di morte prematura per qualsiasi causa del 29%.

### Teoria dell'apprendimento
Secondo questa teoria il sonno e soprattutto il sonno REM avrebbe un ruolo determinante per la maturazione del sistema nervoso centrale, infatti durante la fase REM si assiste a un incremento dell'attività cerebrale. In studi sperimentali, soggetti sottoposti a sessioni intensive di apprendimento presentavano un aumento significativo del sonno REM, espressione del processo di fissazione dei dati appresi nella memoria a lungo termine. I neonati presentano una percentuale maggiore di sonno REM rispetto agli adulti e agli anziani parallelamente alla maggiore capacità di apprendere.
Numerosi studi hanno identificato un collegamento tra il sonno, l'apprendimento e la memoria. Il sonno non adeguato ha un impatto negativo sulla neurogenesi nella formazione dell'ippocampo; la neurogenesi è collegata al processo di memorizzazione a lungo termine di informazioni. 
Una rassegna della letteratura condotta dall'equipe del Laboratorio del Sonno dell'Università La Sapienza di Roma, diretto da Luigi De Gennaro, ha evidenziato come:
- gli studenti di ogni ordine e grado (dalla scuola primaria all'università) soffrono sistematicamente di carenza e/o scarsa qualità del sonno, in parte anche dovuto alle pressioni di natura psicosociale, ambientale e professionale;
- la quantità e/o la qualità del sonno producono delle ricadute sulla qualità della vita dello studente, come ad esempio l'aumento della sonnolenza durante il giorno, l'alterazione dell'umore, deficit neurocognitivi e alterazione del comportamento abituale;
- gli effetti della perdita di sonno sono particolarmente evidenti in alcune funzioni cognitive superiori, come l'attenzione, la memoria e la capacità di problem-solving, determinando gradi diversi di compromissione delle capacità di apprendimento, con ricadute significative nel rendimento scolastico complessivo;
- in quegli studi in cui i ricercatori hanno potuto manipolare la durata e/o la qualità del sonno dei soggetti sperimentali (peggiorandola o migliorandola) è stato possibile evidenziare una correlazione con il peggioramento o miglioramento delle funzioni neurocognitive e del rendimento scolastico: ciò implica che il miglioramento della quantità e della qualità del sonno ha come effetto un miglioramento delle funzioni cognitive, e quindi delle capacità di apprendimento, e quindi del rendimento scolastico complessivo.[12]

Questi studi hanno poi stimolato lo sviluppo del movimento internazionale Start School Later Movement che si propone di migliorare il rendimento scolastico sollecitando l'adozione, da parte delle istituzioni competenti, di misure atte a garantire agli studenti di tutto il mondo un numero adeguato di ore di sonno notturno, da attuarsi mediante il posticipo dell'inizio delle lezioni.
Altri studi hanno evidenziato che durante la veglia, il cervello è in grado di svolgere i processi mnemonici dell’acquisizione (l’assorbimento di nuove informazioni) e del recupero (il richiamo di informazioni già note). Il consolidamento dei ricordi, invece, avviene durante il sonno. Il consolidamento è il processo mnemonico che permette di integrare nuove informazioni con quelle già presenti nel cervello, stabilizzando e rafforzando i nuovi ricordi, che saranno poi più facilmente recuperabili in futuro. Alcuni aspetti dello stato di veglia prevengono il consolidamento, ma durante il sonno il cervello ha modo di completarlo.
Il sonno apporta benefici per la memoria, come attestano gli studi sui processi neurali che ne permettono gli effetti positivi. Il sonno è in grado di rafforzare i ricordi di informazioni assorbite prima di dormire. Un periodo di veglia di eguale durata non apporta questi benefici. In particolare, le informazioni acquisite intenzionalmente, e che sono consapevolmente o inconsapevolmente percepite come importanti dall'individuo, sono consolidate più intensamente durante il sonno. Vari tipi di memoria sono influenzati dal sonno.
La memoria procedurale riguarda l'apprendimento di capacità, come andare in bicicletta, che sono acquisite praticandole ripetutamente, e che possono essere difficili da riferire consapevolmente e verbalmente. Uno studio svolto nel 2002 dimostra che l'acquisizione di abilità motorie è migliorata durante il sonno, a prescindere dall'orario del giorno o della notte in cui si dorme.
La memoria dichiarativa riguarda l'apprendimento di informazioni comunicabili, come fatti ed eventi. Vari studi misurano la memoria dichiarativa tramite l'abilità dei partecipanti di recuperare abbinamenti di parole appresi precedentemente. I risultati della ricerca in questo campo indicano che dormire dopo la fase dell'acquisizione migliora la precisione dei partecipanti. Sonnellini di una o due ore sono stati dimostrati sufficienti a rafforzare ricordi appartenenti alla sfera dichiarativa, ma anche sonnellini molto più brevi, per esempio di soli sei minuti, apportano benefici.
Uno studio condotto da Rasch e colleghi nel 2007 dimostra che quando un odore è abbinato a un'informazione specifica durante la fase dell'acquisizione, e lo stesso odore è poi ripresentato durante il sonno a onde lente (SWS), il ricordo di quell'informazione sarà più forte una volta svegli rispetto ad altre informazioni acquisite. Questa scoperta dimostra che il cervello è in grado di reagire a stimoli ambientali che sottolineano l'importanza di ricordi specifici, anche durante il sonno.
L'abilità di risolvere problemi complessi è un'altra facoltà facilitata dal sonno. Vari studi dimostrano che, quando un compito è acquisito accuratamente prima di dormire, l'individuo può essere in grado risolvere un problema complesso una volta sveglio, che non era stato in grado di risolvere precedentemente. Ciò indica che il sonno svolge un ruolo fondamentale nel riorganizzare le informazioni nel cervello, permettendo all'individuo di intravedere soluzioni più facilmente.
Il SWS e il sonno REM hanno ruoli complementari nel consolidamento dei ricordi. Uno studio condotto da Plihal e Born nel 1997 fu il primo a dimostrare che il SWS, che occupa la parte iniziale del sonno, apporta benefici per la memoria dichiarativa; il sonno REM, invece, che avviene principalmente più tardi durante il sonno, apporta benefici per la memoria procedurale. Questa scoperta sottolinea il ruolo del SWS nel consolidamento dei ricordi che richiedono le funzioni dell'ippocampo (dichiarativi), e il ruolo del sonno REM nel consolidamento dei ricordi che non dipendono dall'ippocampo (procedurali). Ciò nonostante, alcuni studi contestano che la divisione di queste due funzioni sia così precisa.
Dal punto di vista neurale, il consolidamento necessita della riattivazione dei circuiti che erano stati attivati durante l'acquisizione del ricordo. Questo processo permette la riorganizzazione dei ricordi, che vengono immagazzinati a lungo termine, e le modellazioni sinaptiche necessarie alla stabilizzazione dei ricordi (tra cui la long-term potentiation).

### Teoria della conservazione dell'energia
Questa teoria si fonda sull'osservazione nella quale durante il sonno si assiste a una riduzione dell'attività metabolica del 10% e della temperatura del corpo. Questo dato ha poco valore nell'uomo, ma assume grande significato dal punto di vista evolutivo; gli animali omeotermici come i mammiferi e gli uccelli hanno bisogno di un notevole dispendio di energia per mantenere costante la temperatura interna. Per questo motivo la riduzione di temperatura che si verifica soprattutto durante le prime fasi del sonno avrebbe il significato di preservare energia. Questo processo è lo stesso che permette a molti animali di cominciare il processo di letargo.

### Teoria evolutiva
Il sonno secondo la teoria evolutiva si sarebbe sviluppato in relazione al concetto di rapporto preda-predatori, ovvero in relazione alle influenze dell'ambiente. Durante il sonno le prede attraggono meno l'attenzione dei predatori, ma dall'altra parte sono anche più vulnerabili in quanto meno sensibili agli stimoli. Ad esempio, gli erbivori dormono per periodi brevi in modo da avere tempo di procacciarsi il cibo e vigilare contro i predatori. Gli animali carnivori, essendo meno in pericolo e procacciandosi più velocemente il cibo, possono dormire più a lungo. Basti pensare che l'animale che presenta la quantità di sonno REM maggiore (circa 200 minuti) è proprio l'animale meno a rischio ambientale: il gatto domestico.

## Il sonno nelle fasce di età
Nel neonato il sonno ha un ritmo polifasico: ritmico, ritmico a onde lente, lento, alternante.
Con lo sviluppo il sonno diventa bifasico: notturno e diurno.
Le tre caratteristiche del sonno del neonato sono:
- Alternanza: il nucleo sovrachiasmatico regola il sonno e la veglia.
- Quantità: preminente nella prima fase della vita va man mano a ridursi con lo sviluppo, resta costante durante l'adolescenza per poi diminuire nella vita adulta.
- Sonno REM: nelle prime due settimane di vita la sua percentuale sulle ore totali di sonno è del 50%, vista la sua importante funzione integrativa della memoria, in seguito si riduce.

I neonati dormono circa 16-18 ore al giorno e il loro sonno è equamente distribuito nell'arco delle 24 h.
Dal sesto mese di vita il sonno scende intorno alle 14-15 ore al giorno e comincia a emergere un pattern diurno. Questa quota giornaliera di sonno rimane praticamente stabile fino all'anno di vita.
Un ulteriore graduale passaggio verso le 10-12 ore avviene tra i tre e i cinque anni di vita. All'età di 10 anni la quantità di sonno giornaliera si aggira intorno alle 10 ore o meno. La quantità di sonno giornaliera continua a decrescere durante l'adolescenza fino a trovare una stabilità nel pattern adulto. Tuttavia la diminuzione complessiva delle ore di sonno nell'adolescenza è accompagnata da un aumento della tendenza ad addormentarsi durante il giorno.
I principali stati comportamentali riscontrati nell'adulto sono: lo stato di veglia, lo stato di rilassamento con un andamento più armonioso e lento, la sonnolenza con andamento basso, il sonno, il sonno profondo e lo stato di coma.
L'anziano dorme circa 8 ore per notte, tuttavia la qualità del sonno è assai diversa da quella del giovane. Il sonno è infatti molto più frammentato da momenti di veglia ed è a volte più suscettibile ai possibili disturbi ambientali. 
L'associazione senza scopo di lucro statunitense National Sleep Foundation ha pubblicato nel 2015 le nuove raccomandazioni sulle ore di sonno quotidiane consigliate per fascia di età.

## La "pennichella"
La pennichella è un breve sonnellino pomeridiano di una persona adulta che si tiene di solito dopo il pranzo (postprandiale), considerata pratica normale nelle culture preindustriali, ma ancora oggi diffuso soprattutto nei Paesi caldi nelle ore più torride con nomi diversi (siesta, power nap, inemuri). Chi ha l'abitudine di praticare sonnellini energizzanti viene detto in inglese "napper". La pennichella è una caratteristica del sonno bifasico, che è il sonno standard e tradizionale insieme a quello monofasico (il sonno monofasico e bifasico si distinguono da quello polifasico).
Questa abitudine, normale nell'infanzia, nell'età adulta sembra favorita oltre che dai climi e dalla cultura anche da predisposizione genetica. In Cina diverse aziende hanno regolamentato questa abitudine fornendo un materasso sotto la scrivania dei dipendenti.

## Patologie del sonno

Schema che mostra gli effetti negativi della privazione del sonno sul corpo umano

Le conseguenze negative di sonno insufficiente o della privazione del sonno sono numerose, soprattutto se alla lunga si viene a creare il cosiddetto debito di sonno, basti considerare che un cervello infantile privato di sonno non riuscirà mai a completarsi del tutto o all'uso della privazione di sonno come tecnica di tortura.
Le più comuni patologie del sonno si possono distinguere in dissonnie e parasonnie. La Classificazione internazionale dei disturbi del sonno (ICSD 2005) ne raggruppa oltre 90.
I principali sono:
- Insonnia;
- Disturbi respiratori del sonno (sindrome delle apnee notturne);
- Ipersonnia;
- Disturbi del ritmo cardiaco nel sonno;
- Sonnambulismo;
- Disturbi motori del sonno (quali sindrome delle gambe senza riposo, disturbo comportamentale del sonno REM e bruxismo).

## Cura e igiene del sonno
Le ore di sonno necessarie variano, oltre che con l'età, anche con gli impegni distudio e di lavoro correlati; in generale, il fabbisogno giornaliero di sonno diminuisce con l'età. La quantità minima di sonno è comunque inefficace se la qualità di delle ore in cui si dorme è bassa, per cui sono importanti i. tal. senso. metter in atto strategie per garantire una buona igiene del sonno. Secondo letteratura scientifica, inicativamente ed in base alla propria età, le ore di sonno minimo consigliate per evitare di sviluppare malattie e preservare il benessere psicologico sono le seguenti:
| Età        | Ore di sonno minime            |
| ---------- | ------------------------------ |
| 0-3 mesi   | 14-17 ore                      |
| 4-12 mesi  | 12-16 ore (sonnellini inclusi) |
| 1-2 anni   | 11-14 ore (sonnellini inclusi) |
| 3-5 anni   | 10-13 ore (sonnellini inclusi) |
| 6-12 anni  | 9-12 ore                       |
| 13-17 anni | 8-10 ore                       |
| 18-60 anni | 7-9 ore                        |
| Over 65    | 7-8 ore                        |

Il sonno eccessivo ("oversleeping" o "Excessive Quantity of Sleep" EQS), cioè oltre la quantità raccomandata in condizioni normali, è dannoso siccome può raddoppiare il rischio di sviluppare la demenza e la malattia di Alzheimer; la demenza in particolare si manifesta se in più i soggetti consumano alcol frequentemente, anche se l'alcol diminuisce la quantità totale di sonno. Il sonno eccessivo aumenta anche le probabilità di sviluppare malattie cerebrovascolari, il diabete mellito, malattie del sistema nervoso centrale, cardiopatie e malattie del sistema muscoloscheletrico. Inoltre, è caratterizzato da problemi cognitivi che riguardano l'attenzione, concentrazione e memoria più un declino cognitivo. Le persone che praticano il sonno eccessivo e sono già colpite da malesseri correlati hanno maggiori rischi di provocare incidenti stradali. Inoltre, anche la sfera professionale e sociale è compromessa. Il sonno eccessivo può anche essere accompagnato da sonnellini diurni troppo frequenti e sonnolenza cronica. Esistono varie cause del sonno eccessivo: insonnia o deprivazione del sonno, apnea ostruttiva del sonno, scombussolamenti del ritmo circadiano, ipersonnia, narcolessia e effetti collaterali di farmaci. Solo una ricerca scientifica si è limitata a collegare il sonno eccessivo con l'obesità e depressione smentendo ogni altro legame con altri fenomeni.

### Testi fondamentali
- Matthew N. Levy et al., Principi di fisiologia di Berne & Levy, Penerbit Buku Kompas, 2007,  p. 163, ISBN 978-88-214-2952-1.
- John E. Hall, Guyton e Hall, Fisiologia Medica, Elsevier srl, 10 gennaio 2012, ISBN 978-88-214-3427-3.
- Vittorino Andreoli et al., DSM-IV-TR. Manuale diagnostico e statistico dei disturbi mentali. Text revision. ICD-10/ICD-9-CM. Classificazione parallela, Elsevier srl, 2007, ISBN 978-88-214-2588-2.
- Angelo Sghirlanzoni, Terapie delle malattie neurologiche, Springer Science & Business Media, 16 luglio 2010,  pp. cap. 6 Disturbi del sono di L. Ferrini-Strambi p. 69–, ISBN 978-88-470-1120-5.
- Edmond Schuller, I disturbi del sonno[collegamento interrotto], Edmond Schuller, 2 marzo 2015,  p. 155, ISBN 978-605-03-6151-3.
- K.T. Patton e G.A Thibodeau, Anatomia e fisiologia umana, Elsevier srl, 28 ottobre 2011, ISBN 978-88-214-3409-9.
- Rita M. Ziparo, Lezioni di Fisiologia del Sistema Nervoso, Società Editrice Esculapio, 1º marzo 2009,  p. 157, ISBN 978-88-7488-301-1.
- Dement W.,Il sonno e i suoi segreti, Baldini Castoldi Dalai, MILANO 2004
- Charles M. Morin, Colin A. Espie, Insonnia - Guida alla valutazione e all'intervento psicologico, McGraw-Hill, Milano, 2004
- (EN) Stephen H. Sheldon, Meir H. Kryger, Richard Ferber, David Gozal, Principles and Practice of Pediatric Sleep Medicine, Elsevier Health Sciences, 14 febbraio 2014,  p. 10, ISBN 978-1-4557-3332-3.
- (EN) cap. 7 Teofilo L. Lee-Chiong, Sleep: A Comprehensive Handbook, John Wiley & Sons, 13 dicembre 2005, ISBN 978-0-471-75171-7.
- (EN) Michael S. Gazzaniga, Handbook of Psychobiology, Elsevier, 2 dicembre 2012,  p. 524, ISBN 978-0-323-14386-8.
- (EN)  Chrousos G, Vgontzas AN, Kritikou I. HPA Axis and Sleep. [Updated 2010 Oct 10]. In: De Groot LJ, Beck-Peccoz P, Chrousos G, et al., editors. Endotext [Internet]. South Dartmouth (MA): MDText.com, Inc.; 2000-. Available from: https://www.ncbi.nlm.nih.gov/books/NBK279071/
- (EN) Patrick Mcnamara et al., Evolution of sleep - Phylogenetic and Functional Perspectives (PDF), su evolbiol.ru, Chambrige.org.
- P. Strata, Dormire, forse sognare, Carocci Editore 2017
- Matthew Walker, Why We Sleep. Unlocking the Power of Sleep and Dreams, Perchè dormiamo., 2018, trad. Eva Filoramo, Espress edizioni, Torino, ISBN 978 88 97412 60 1

### Riviste scientifiche

#### Fisiologia del sonno
- Fernandes C, Rocha NB, Rocha S, Herrera-Solís A, Salas-Pacheco J, García-García F, Murillo-Rodríguez E, Yuan TF, Machado S, Arias-Carrión O, Detrimental role of prolonged sleep deprivation on adult neurogenesis, in Front Cell Neurosci, vol. 9, 2015,  p. 140, DOI:10.3389/fncel.2015.00140, PMC 4396387, PMID 25926773.
- Hollway JA, Aman MG, Pharmacological treatment of sleep disturbance in developmental disabilities: a review of the literature, in Res Dev Disabil, vol. 32, n. 3, 2011,  pp. 939-62, DOI:10.1016/j.ridd.2010.12.035, PMID 21296553.
- Stevens RG, Zhu Y, Electric light, particularly at night, disrupts human circadian rhythmicity: is that a problem?, in Philos. Trans. R. Soc. Lond., B, Biol. Sci., vol. 370, n. 1667, 2015, DOI:10.1098/rstb.2014.0120, PMID 25780233.
- Martino TA, Young ME, Influence of the Cardiomyocyte Circadian Clock on Cardiac Physiology and Pathophysiology, in J. Biol. Rhythms, 2015, DOI:10.1177/0748730415575246, PMID 25800587.
- Brown JA, Woodworth HL, Leinninger GM, To ingest or rest? Specialized roles of lateral hypothalamic area neurons in coordinating energy balance, in Front Syst Neurosci, vol. 9, 2015,  p. 9, DOI:10.3389/fnsys.2015.00009, PMC 4332303, PMID 25741247.
- Stevens RG, Zhu Y, Electric light, particularly at night, disrupts human circadian rhythmicity: is that a problem?, in Philos. Trans. R. Soc. Lond., B, Biol. Sci., vol. 370, n. 1667, 2015, DOI:10.1098/rstb.2014.0120, PMID 25780233.
- Nahrendorf M, Swirski FK, Lifestyle effects on hematopoiesis and atherosclerosis, in Circ. Res., vol. 116, n. 5, 2015,  pp. 884-94, DOI:10.1161/CIRCRESAHA.116.303550, PMID 25722442.

#### Apnee ostruttive
- Shigemoto S, Shigeta Y, Nejima J, Ogawa T, Matsuka Y, Clark GT, Diagnosis and treatment for obstructive sleep apnea: Fundamental and clinical knowledge in obstructive sleep apnea, in J Prosthodont Res, 2015, DOI:10.1016/j.jpor.2015.04.002, PMID 25944119.
- Shigemoto S, Shigeta Y, Nejima J, Ogawa T, Matsuka Y, Clark GT, Diagnosis and treatment for obstructive sleep apnea: Fundamental and clinical knowledge in obstructive sleep apnea, in J Prosthodont Res, 2015, DOI:10.1016/j.jpor.2015.04.002, PMID 25944119.

#### Alzheimer
- Scoralick FM, Camargos EF, Freitas MP, Nóbrega OT, Outpatient treatment of sleep disorders in Alzheimer patients, in Einstein (Sao Paulo), 2015, DOI:10.1590/S1679-45082015RW3021, PMID 25946052.
- Salami O, Lyketsos C, Rao V, Treatment of sleep disturbance in Alzheimer's dementia, in Int J Geriatr Psychiatry, vol. 26, n. 8, 2011,  pp. 771-82, DOI:10.1002/gps.2609, PMC 3961760, PMID 20872779.

### Modelli animali
- Campbell SS, Tobler I, Animal sleep: a review of sleep duration across phylogeny, in Neurosci Biobehav Rev, vol. 8, n. 3, 1984,  pp. 269-300, PMID 6504414.
- van der Vinne V, Riede SJ, Gorter JA, Eijer WG, Sellix MT, Menaker M, Daan S, Pilorz V, Hut RA, Cold and hunger induce diurnality in a nocturnal mammal, in Proc. Natl. Acad. Sci. U.S.A., vol. 111, n. 42, 2014,  pp. 15256-60, DOI:10.1073/pnas.1413135111, PMC 4210334, PMID 25288753.
- Christoph Randler, Sleep, sleep timing and chronotype in animal behaviour, in Animal Behaviour, vol. 94, 2014,  pp. 161-166, DOI:10.1016/j.anbehav.2014.05.001, ISSN 00033472 (WC · ACNP).
- Villafuerte G, Miguel-Puga A, Murillo Rodríguez E, Machado S, Manjarrez E, Arias-Carrión O, Sleep Deprivation and Oxidative Stress in Animal Models: A Systematic Review, in Oxid Med Cell Longev, vol. 2015, 2015,  p. 234952, DOI:10.1155/2015/23495, PMID 25945148.
- Akira Nakamura e Tomoyuki Kuwaki, Sleep apnea in mice: a useful animal model for study of SIDS?, in Pathophysiology, vol. 10, n. 3-4, 2004,  pp. 253-257, DOI:10.1016/j.pathophys.2004.01.018, ISSN 09284680 (WC · ACNP).
- Binder S, Dere E, Zlomuzica A, A critical appraisal of the what-where-when episodic-like memory test in rodents: Achievements, caveats and future directions, in Prog. Neurobiol., 2015, DOI:10.1016/j.pneurobio.2015.04.002, PMID 25930683.
- Davis EM, O'Donnell CP, Rodent models of sleep apnea, vol. 188, n. 3, 2013,  pp. 355-61, DOI:10.1016/j.resp.2013.05.022, PMC 4010146, PMID.
- Head LM, Tang X, Hayley SE, Goda T, Umezaki Y, Chang EC, Leslie JR, Fujiwara M, Garrity PA, Hamada FN, The influence of light on temperature preference in Drosophila, in Curr. Biol., vol. 25, n. 8, 2015,  pp. 1063-8, DOI:10.1016/j.cub.2015.02.038, PMID 25866391.
- Campbell SS, Tobler I, Animal sleep: a review of sleep duration across phylogeny, in Neurosci Biobehav Rev, vol. 8, n. 3, 1984,  pp. 269-300, PMID 6504414.
- Timothy C. Roth, John A. Lesku, Charles J. Amlaner e Steven L. Lima, A phylogenetic analysis of the correlates of sleep in birds, in Journal of Sleep Research, vol. 15, n. 4, 2006,  pp. 395-402, DOI:10.1111/j.1365-2869.2006.00559.x, ISSN 0962-1105 (WC · ACNP).
- I. Capellini, C. L. Nunn, P. McNamara, B. T. Preston e R. A. Barton, Energetic constraints, not predation, influence the evolution of sleep patterning in mammals, in Functional Ecology, vol. 22, n. 5, 2008,  pp. 847-853, DOI:10.1111/j.1365-2435.2008.01449.x, ISSN 02698463 (WC · ACNP).
- Allada R e Siegel JM, Unearthing the phylogenetic roots of sleep, in Curr. Biol., vol. 18, n. 15, 2008,  pp. R670–R679, DOI:10.1016/j.cub.2008.06.033, PMC 2899675, PMID 18682212.
- Datta S e Maclean RR, Neurobiological mechanisms for the regulation of mammalian sleep-wake behavior: reinterpretation of historical evidence and inclusion of contemporary cellular and molecular evidence, in Neurosci Biobehav Rev, vol. 31, n. 5, 2007,  pp. 775-824, DOI:10.1016/j.neubiorev.2007.02.004, PMC 1955686, PMID 17445891.
- Zepelin H e Rechtschaffen A, Mammalian sleep, longevity, and energy metabolism, in Brain Behav. Evol., vol. 10, n. 6, 1974,  pp. 425-70, PMID 4464027.
- Zepelin H, Siegel JM, Tobler I. 2005. Mammalian sleep, p 91–100. In: Kryger MH, Roth T, Dement WC, editors. Principles and practice of sleep medicine. Philadelphia (PA): WB Saunders.